# Spitfire Ace
Spitfire Ace es un videojuego de simulador de vuelo de combate creado y publicado por MicroProse, entonces recién formado. Fue uno de los primeros videojuegos diseñados y programados por Sid Meier. Originalmente se desarrolló para la familia Atari de 8 bits (1982) y se transfirió a Commodore 64 (1984) e IBM PC compatibles (como un disco de arranque automático, 1984). El juego siguió los pasos del Hellcat Ace de Meier, también de 1982 para las computadoras Atari de 8 bits.

## Modo de juego
El juego pone al jugador en el asiento de un piloto durante la Segunda Guerra Mundial. El jugador defiende Londres durante el Blitz mientras vuela un Supermarine Spitfire. El juego ofrece 15 escenarios diferentes que incluyen Francia, Malta y el Día D.

## Desarrollo
Sid Meier desarrolló Spitfire Ace como una versión modificada de Hellcat Ace, otro juego programado por Meier y lanzado a principios de ese mismo año. En sus memorias de 2020, Meier describió a Spitfire Ace como «el tipo de juego que probablemente llamaríamos un paquete de expansión hoy. Usaba el mismo código base que Hellcat Ace, pero movió los escenarios de batalla del Pacífico al teatro europeo».

## Recepción
Softline en 1984 llamó a los gráficos de Spitfire Ace y Hellcat Ace «extremadamente simples». Computer Gaming World en 1993 declaró que el juego «ha sido severamente arrugado por la edad».